# Legião do Azerbaijão
A Legião do Azerbaijão (em alemão:  Aserbaidschanische Legion) foi uma das unidades estrangeiras da Wehrmacht. Foi formada em dezembro de 1941 na Frente Oriental como a Legião Kaukasische-Mohammedanische (Legião Muçulmana do Cáucaso) e foi re-designada em 1942 em duas legiões separadas, a Legião do Cáucaso do Norte e a Legião do Azerbaijão. Era composto principalmente por ex-voluntários de prisioneiros de guerra do Azerbaijão, mas também voluntários de outros povos da região. Fazia parte do Ostlegionen. Foi usado para formar a 162ª Divisão do Turquestão da Wehrmacht em 1943. Muitos azerbaijanos se juntaram aqui na esperança de libertar sua pátria do domínio soviético.

## Origens
As amplas vitórias iniciais da Operação Barbarossa produziram centenas de milhares de prisioneiros de guerra soviéticos, muitos dos quais não eram russos. Todos eles estavam com fome; muitos estavam morrendo de fome. Em apenas oito meses de 1941-42, os exércitos alemães invasores mataram cerca de 2,8 milhões de prisioneiros de guerra soviéticos por fome, exposição e execução sumária. As condições nos campos de prisioneiros eram atrozes.
Não havia quartéis ou habitação permanente. Os campos eram simplesmente áreas abertas cercadas com arame farpado. Os prisioneiros tinham que se deitar ao sol, depois na lama e no outono – com temperaturas tão baixas quanto 30 graus Celsius negativos – enfrentavam a possibilidade de congelar até a morte.
As origens da Waffen estrangeira foram envoltas em grande segredo por medo da desaprovação de Hitler, que se opunha categoricamente a qualquer forma de participação dos cidadãos soviéticos na guerra contra a Rússia. Mas as necessidades do exército alemão na Frente Oriental induziram os comandantes alemães a aceitar os serviços de voluntários para combater o regime soviético mesmo contra as ordens claras do Alto Comando Alemão.

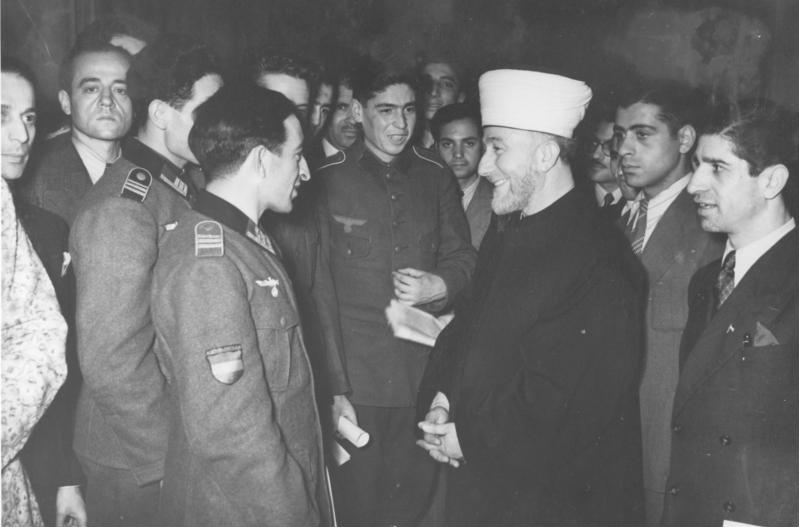
Mufti de Jerusalém, Muhammad Amin Al-Husseini, no dia de seu encontro com legionários do Azerbaijão

Dezenas de milhares deles eram muçulmanos, onde a maioria deles veio da União Soviética. Em dezembro de 1941, um memorando ultra-secreto ordenou que o OKW criasse duas unidades muçulmanas: a Legião do Turquestão, composta por voluntários muçulmanos da Ásia Central; como turcomanos, usbeques, cazaques, quirguizes, caracalpaques e tajiques, e a Legião Kaukassich-Mohammedanische de voluntários muçulmanos caucasianos; como Azerbaijanos, Daguestão, Inguches e Lezguianos.
O cortejo alemão dos muçulmanos fazia parte dos esquemas de Hitler para trazer a Turquia para o seu lado e avançar o controle dos campos de petróleo no Oriente Médio e Bacu. A etnia mais numerosa entre os muçulmanos que serviram os alemães foram os turcos. Os primeiros voluntários do Turquestão foram integrados como um único batalhão da 444ª Divisão de Segurança em novembro de 1941 e se tornaram uma força auxiliar para ajudar os alemães a combater os guerrilheiros soviéticos. Major Andreas Meyer-Mader foi nomeado comandante do 444º Batalhão. Meyer-Mader, um austríaco, serviu na equipe do Exército Nacional Revolucionário Chinês de Chiang Kai-shek antes da Segunda Guerra Mundial.
De acordo com o jornal Argumenty i Fakty, 40.000 azerbaijanos lutaram pela Alemanha nazista, enquanto 700.000 azerbaijanos foram recrutados para os exércitos soviéticos.

## 450º Batalhão Turkistanisches
O 450º Batalhão foi criado em Legionowo, então no Governo Geral, e passou a maior parte do verão patrulhando as comunicações e redes ferroviárias entre Carcóvia e Stalingrado. No entanto, a disciplina tornou-se tão ruim que Meyer-Mader foi removido do comando do 450º Batalhão em 1943.
Em novembro de 1943, Meyer-Mader encontrou Himmler para oferecer seus serviços para ajudar a levantar e comandar uma unidade turca SS. Himmler aprovou o amplo plano e, em seguida, transferiu-o para as fileiras da Waffen-SS e o promoveu ao posto de SS-Obersturmbannührer (tenente-coronel). Em 14 de dezembro, uma reunião foi realizada em Berlim na presença do Grande Mufti de Jerusalém, Mohammad Amin al-Husayni. O Grande Mufti aprovou o plano para criar uma divisão SS turco-muçulmana e dar sua "liderança espiritual" para influenciar os voluntários muçulmanos.

## Regimento SS-Ostmuselmanisches
Entre novembro de 1943 e janeiro de 1944, houve uma série de encontros entre Meyer-Mader e voluntários muçulmanos. Como resultado dessas reuniões, em 4 de janeiro de 1944, foi decidido formar o Ostmuselmanisches SS-Regiment. Na mesma reunião, foi decidido desmantelar os seguintes batalhões da Wehrmacht que serviriam de base para uma nova plataforma: 450º, 480º, 782º, 786º, 790º, 791º e I/94º batalhões Turkistanische, Aserbaidschanische 818º e Volga Tatar 831º. Muitos dos voluntários desertaram neste momento, e o 818º desertou para os movimentos de resistência poloneses e ucranianos em 1943.

## Unternehmen Zeppelin
A Unternehmen (operação) Zeppelin foi iniciada em 1942 pelo SS-Brigadeführer Walter Schellenberg, que se tornou em meados de maio de 1943 o Chefe da Seção E do Amt IV do RSHA, o serviço de inteligência estrangeira das SS. O SS-Obersturmbannführer (Tenente Coronel) Georg Greife foi o responsável por esta operação.
Assim que as tropas alemãs entraram no território do Cáucaso do Norte, membros dos diferentes Comitês Nacionais do Cáucaso, começaram a montar o núcleo de uma administração do Estado e outras organizações para a eventualidade de a Wehrmacht forçar a passagem na Transcaucásia.

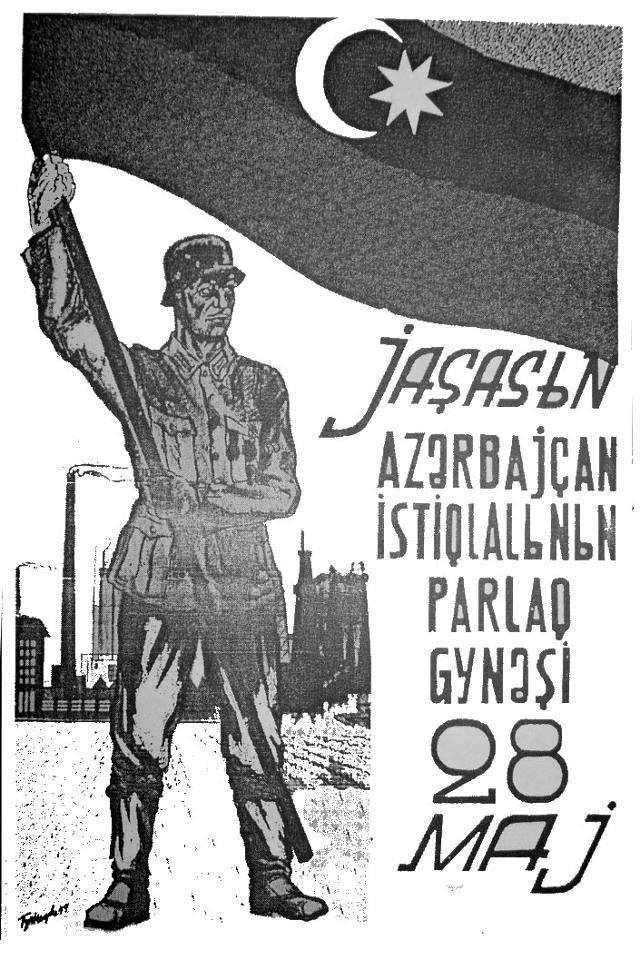
Um dos cartazes da Legião do Azerbaijão durante a Segunda Guerra Mundial

No verão de 1942, os ministérios do Reich para Finanças, Interior, Relações Exteriores, bem como o RSHA, criaram um grupo especial, “Sonderstab Kaukasus”. O “Sonderstab” (equipe especial) estava sob a égide do “Unternehmen Zeppelin”. Os membros do “Sonderstab” deveriam organizar unidades de forças policiais para manter a ordem no território do norte do Cáucaso e constituiriam o aparelho de organização do Estado.
O Unternehmen Zeppelin tinha muitos propósitos: criar grupos de inteligência para a coleta e transmissão de informações da URSS; grupos de defesa da distribuição de propaganda social, nacional e religiosa; grupos rebeldes para organizar e conduzir uma rebelião; e grupos de sabotagem para sabotagem política e terror.
A partir de relatórios sem fio desses comandos atrás das linhas russas, é possível determinar quais ações foram tomadas. Previa-se recrutar os futuros funcionários públicos entre os prisioneiros de guerra de nacionalidade caucasiana, que se encontravam em grande número nos campos alemães do norte do Cáucaso. Abbas Bey Atamalibekov dirigiu o grupo do Azerbaijão. (Não há muita informação sobre Atamalibekov. Em 1919 foi membro da Delegação do Azerbaijão liderada por Alimardan Topchubashev, que participou da Conferência de Paz de Paris em Versalhes. Ele participou ativamente da formação de legiões nacionais dos prisioneiros de guerra soviéticos em 1942, junto com Abdurahman Fatalibeyli-Dudanginsky e Fuad Amirjan em Berlim. Ele representou a SS do Azerbaijão no Comitê Nacional do Azerbaijão de 1943 a 1945 e depois fugiu para o Chile)
O Unternehmen Zeppelin foi “parcialmente bem-sucedido”. A maioria dos membros do Sonderstab foram capturados e executados por agentes da KGB. Em seus arquivos pessoais, um membro do Ostministerium, Gerhard Von Mende, dá o número de 348 pessoas de origem azerbaijana que participaram dessas operações. Não se sabe se algum deles era SS.